# ベルタ採石場
ベルタ採石場 (カタルーニャ語：Pedrera Berta)とは、スペインのカタルーニャにある鉱山。
カタロニア鉱物学の発祥地であり、カタルーニャで最も訪問された鉱物鉱床と言われている。
現在は閉山されている。
昔は欧州でも代表的な蛍石の産地でありカタルーニャ蛍石、カタロニア蛍石と呼ばれる宝石の産地だった。

## 歴史
鉱山として開発される有史以前から鉱物が採取されていたと言われているが、ローマ帝国時代に方鉛鉱と銀の採掘がおこなわれていた証拠はない。イベリア人が採掘を始めたと考えられている。
ローマ帝国時代から20世紀の初めまで鉱山として採掘されていた。
1904年、鉱山はエリセンダとして知られており、操業権はJaume Amat iTrabalが保有していた。
1908年に10,000平方メートルの面積がダミア・カルドナーに移管され、1921年に鉱山の権利は彼の娘ベルタ・カルドナー・ブバードに相続され、ベルタの名前が現在の鉱山の名前になっている。
1922年以降、最初はモントセラト礫岩から、後に花崗閃緑岩から鉱石が採掘されました。
2016年には廃鉱となったこの鉱山をごみ処分地として再利用する案が議会に出されたが、環境問題について議論されている。

## 産出した鉱石

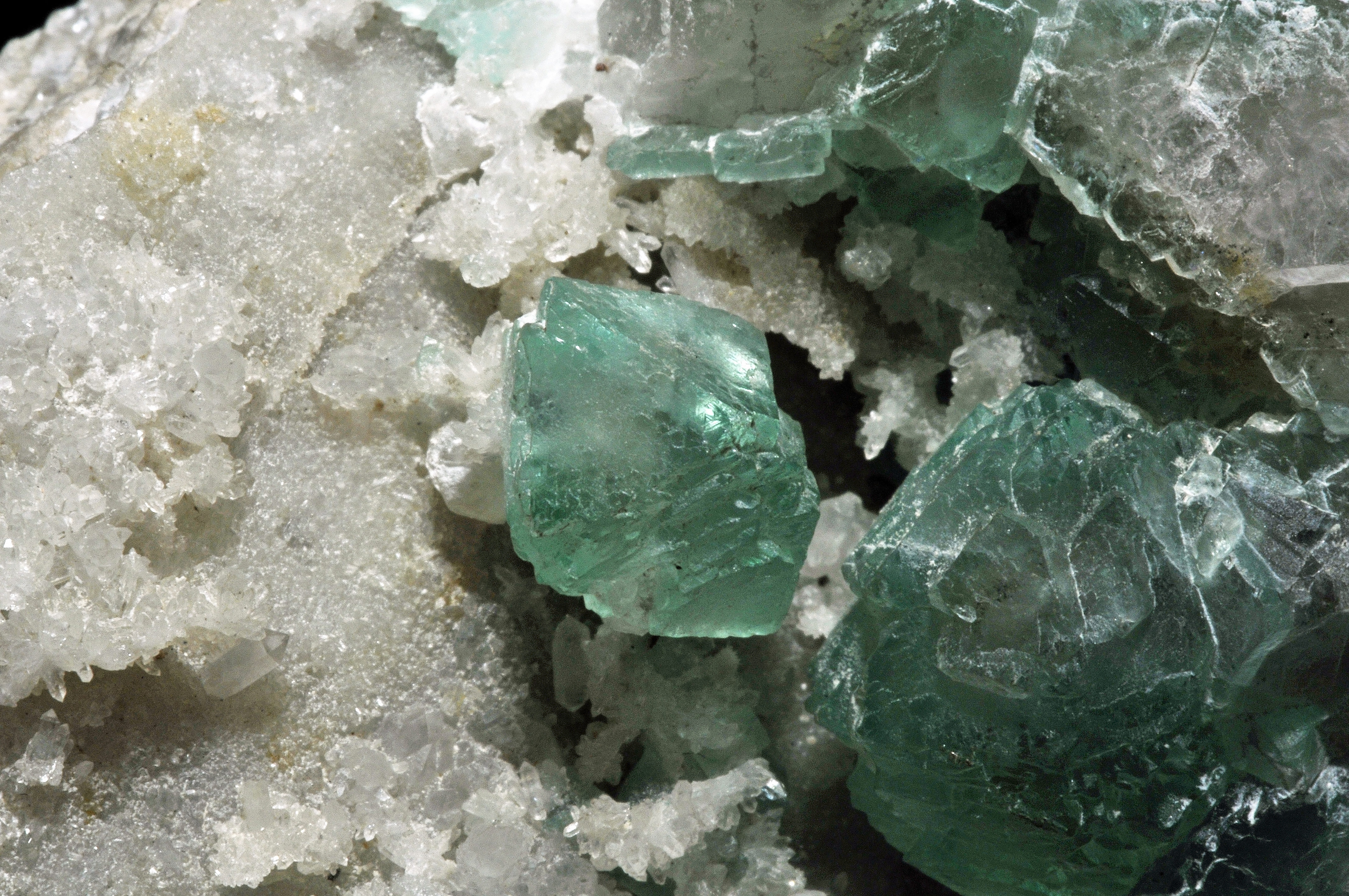
典型的な緑色の八面体蛍石
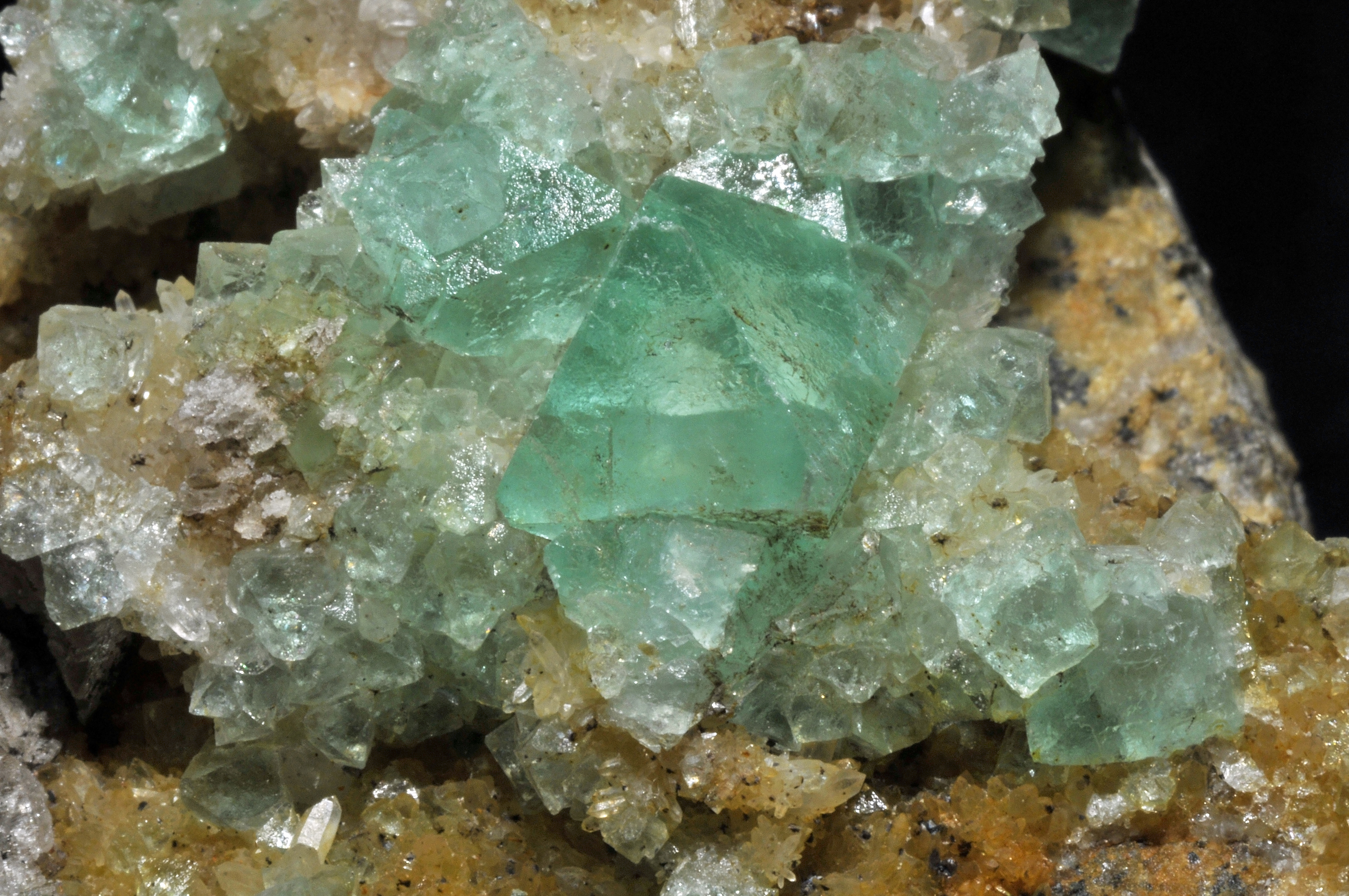
蛍石
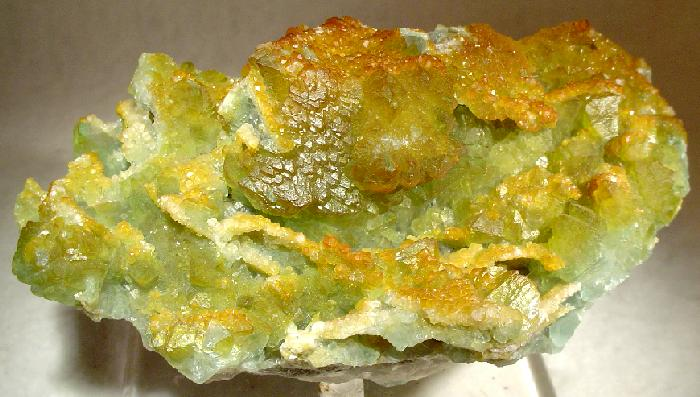
海緑色の蛍石
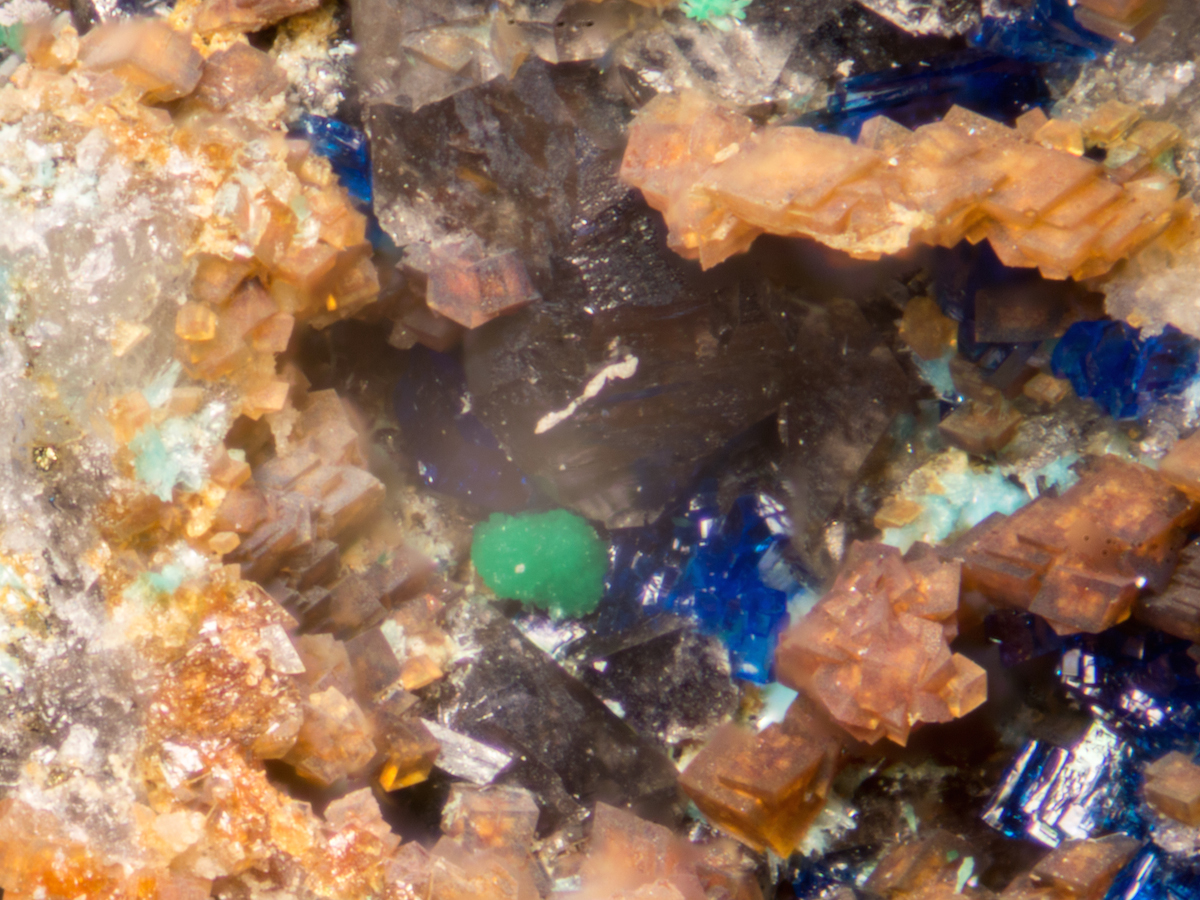
蛍石上のアツライト（青）とマラカイト（緑）
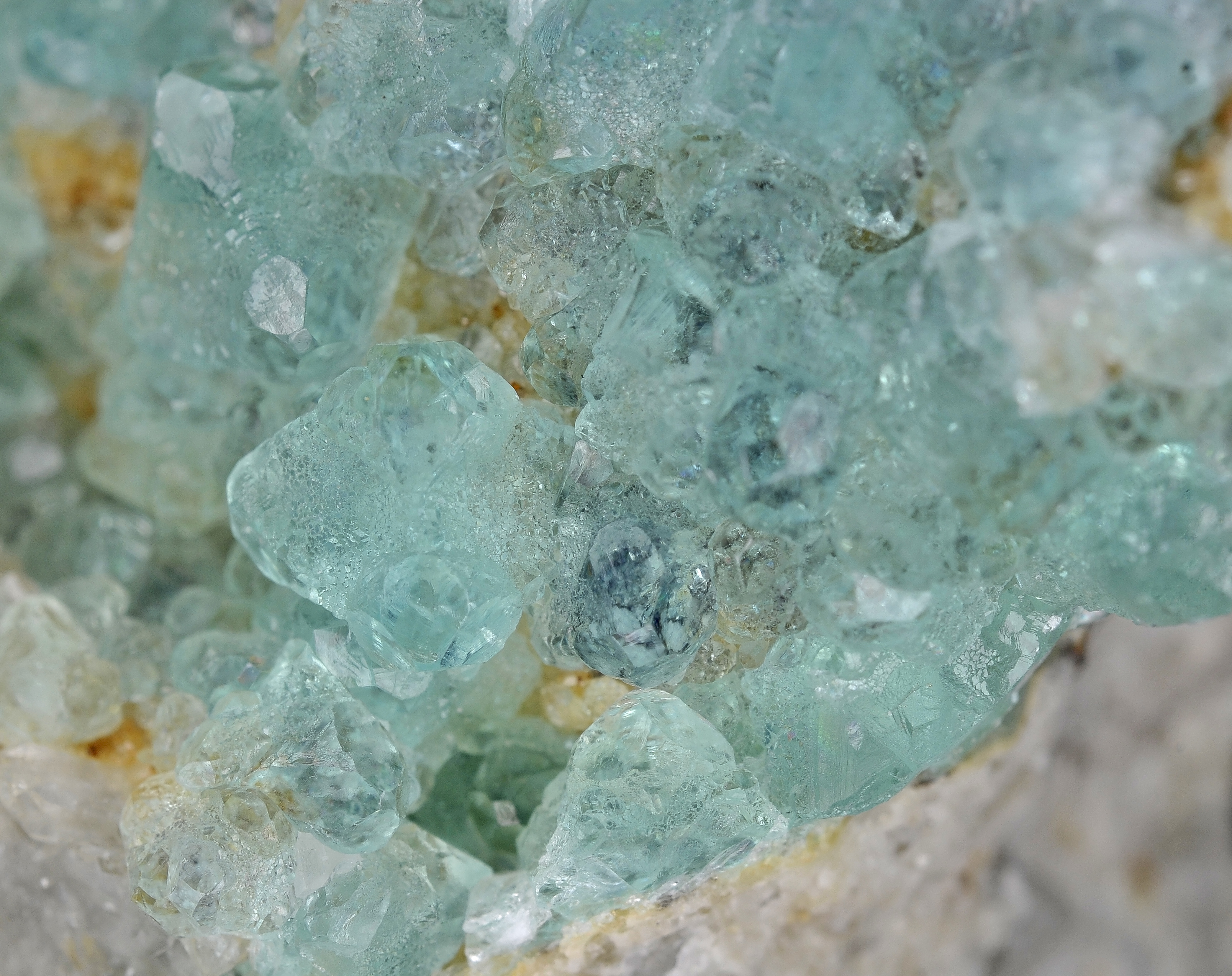
緑の蛍石、方解石
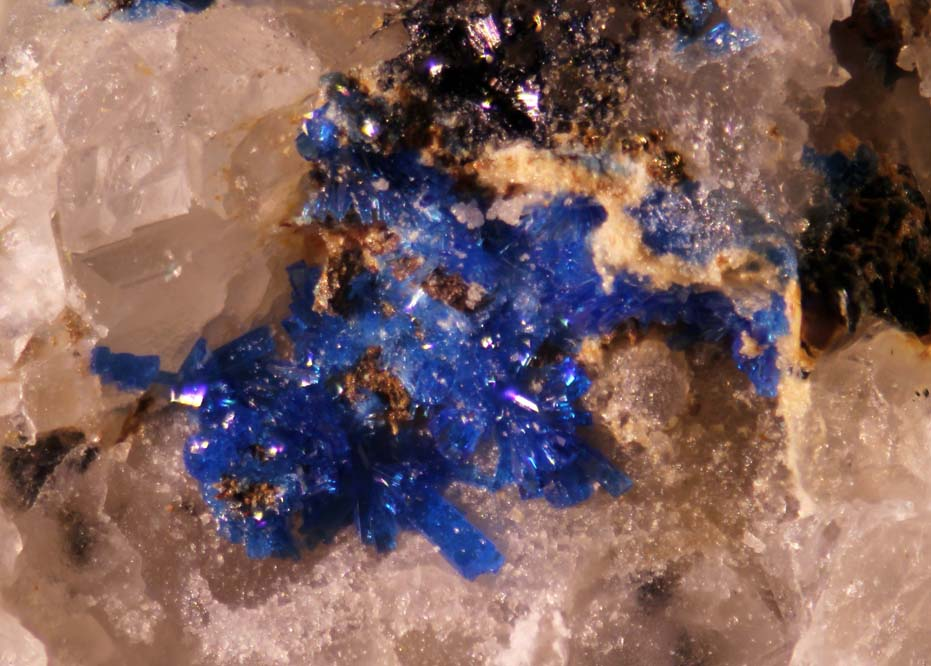
紺碧の青鉛鉱結晶